# Андерсон, Бенджамин
Бенджамин Андерсон (англ. Benjamin Anderson; 1 мая 1886 — 19 января 1949) — американский экономист австрийской школы.

## Происхождение и образование
Бенджамин Андерсон родился в семье бизнесмена и политика Бенджамина Маклина Андерсона в Колумбии, штат Миссури. В возрасте 16 лет он поступил в Университет Миссури, где в 1906 ему была присвоена степень бакалавра гуманитарных наук. После получения статуса бакалавра, Андерсон был назначен на должность профессора политэкономии и социологии в Missouri Valley College, где проработал в течение года, прежде чем стал главой департамента политэкономии и социологии в State Normal School (позже известной как Missouri State University) в Спрингфилде, Миссури.
В 1910 году Андерсон стал магистром гуманитарных наук при Университете Иллинойса в Урбане-Шампэйн, а год спустя был удостоен степени доктора философии при Колумбийском университете. Часть его диссертации позже была опубликована под заголовком Social Value: Theory, Critical and Constructive.

## Карьера в экономике
После получения докторской степени, Андерсон стал преподавать в Колумбийском университете, а позже в Гарвардском университете. В этот период он написал свою книгу Value of Money, которая являлась критикой количественной теории денег. В 1918 году он покинул Гарвард, перейдя на работу в нью-йоркский National Bank of Commerce
Однако, проработал он там всего 2 года, после чего Чейз банк взял его к себе в качестве экономиста и нового редактора издания Chase Economic Bulletin. Именно в этот период Андерсон стал писать статьи, критикующие прогрессивную политику в таких разных сферах, как деньги, кредит, международная экономическая политика, сельское хозяйство, налоги, война, правительственные долги и экономическое планирование. Он был главным противником Нового курса и с энтузиазмом поддерживал золотой стандарт.
В 1939 году Андерсон снова вернулся в научное сообщество, на сей раз в роли профессора экономики при Калифорнийском университете в Лос-Анджелесе. Он оставался в этой должности до самой своей смерти от сердечного приступа в 1949 году.

## Шахматы
Андерсон был опытным шахматистом и даже написал предисловие к книге Хосе Рауля Капабланки «A Primer of Chess» (1935).

## Основные произведения
- Social Value: A Study in Economic Theory Critical and Constructive (1911)
- The Value of Money (1917) (e-text)
- Effects of the War on Money, Credit and Banking in France and the U.S. (1919)
- «Экономика и благосостояние общества: финансовая и экономическая история Соединенных Штатов» (англ. Economics and the Public Welfare: A Financial and Economic History of the United States), 1914—1946 (1949)